# Coppa Italia (Basketball)
Der Coppa Italia di pallacanestro ist der nationale Pokalwettbewerb im italienischen Basketball. Er wird bei den Herren seit 1968 ausgetragen. In den Jahren von 1975 bis 1983 wurde kein Pokalsieger ermittelt.

## Pokalsieger der Herren
| - 1968: Fides Napoli - 1969: Ignis Varese - 1970: Ignis Varese - 1971: Ignis Varese - 1972: Simmenthal Milano - 1973: Ignis Varese - 1974: Sinudyne Bologna - 1975 bis 1983: nicht ausgetragen - 1984: Granarolo Bologna - 1985: Scavolini Pesaro - 1986: Simac Milano - 1987: Tracer Milano - 1988: Snaidero Caserta - 1989: Knorr Bologna - 1990: Knorr Bologna - 1991: Glaxo Verona - 1992: Scavolini Pesaro - 1993: Benetton Treviso - 1994: Benetton Treviso - 1995: Benetton Treviso - 1996: Stefanel Milano - 1997: Kinder Bologna - 1998: Teamsystem Bologna - 1999: Kinder Bologna - 2000: Benetton Treviso | - 2001: Kinder Bologna - 2002: Kinder Bologna - 2003: Benetton Treviso - 2004: Benetton Treviso - 2005: Benetton Treviso - 2006: Basket Napoli - 2007: Benetton Treviso - 2008: Air Avellino - 2009: Montepaschi Siena - 2010: Montepaschi Siena - 2011: Montepaschi Siena - 2012: Montepaschi Siena1 - 2013: Montepaschi Siena1 - 2014: Banco di Sardegna Sassari - 2015: Banco di Sardegna Sassari - 2016: Armani Milano - 2017: Armani Milano - 2018: Fiat Torino - 2019: Vanoli Cremona - 2020: Umana Reyer Venezia - 2021: AX Armani Exchange Milano - 2022: AX Armani Exchange Milano - 2023: Germani Brescia - 2024: Generazione Vincente Napoli - 2025: Dolomiti Energia Trentino |

1 Titel wurden 2016 wegen Betrugsdelikten aberkannt.

## Übersicht
| Virtus Bologna    | 8 |
| Olimpia Milano    | 8 |
| Treviso           | 8 |
| Varese            | 4 |
| Siena             | 3 |
| Pesaro            | 2 |
| Sassari           | 2 |
| Avellino          | 1 |
| Fortitudo Bologna | 1 |
| Brescia           | 1 |
| Caserta           | 1 |
| Cremona           | 1 |
| SS Napoli         | 1 |
| Napoli Basket     | 1 |
| Partenope Napoli  | 1 |
| Torino            | 1 |
| Trento            | 1 |
| Venezia           | 1 |
| Verona            | 1 |